# Västerbotten Regiment
Het Västerbotten Regiment (Zweeds:Västerbottens regemente) (genaamd I 19, I XIX, I 20 en I 20/Fo 61), was een Zweeds infanterieregiment, dat zijn oorsprong heeft in de 16e eeuw. Het regiment werd ontbonden in 2000. Oorspronkelijk werden de soldaten gerekruteerd in de provincie Västerbottens län, waar het regiment later ook werd gekazerneerd.

## Geschiedenis
Het regiment vindt zijn oorsprong in de jaren 1550-1560 als een fänika (een eenheid in Europa in de Middeleeuwen vergelijkbaar met een bataljon). Deze eenheid werd in 1615 door Gustaaf II Adolf van Zweden samengebracht met de eenheden uit de nabijgelegen landschappen Ångermanland, Medelpad, Hälsingland en Gästrikland in het Norrlands storregemente. Zeven van de in totaal 24 eenheden werden gerekruteerd in Västerbotten. Het Västerbottens regemente was een van de drie veldregimenten van het Norrlands storregemente. Rond 1624 werd het grote regiment permanent opgesplitst in drie kleinere regimenten, waarvan het Västerbottens regemente er een van was.
Het Västerbottens regemente was een van de oorspronkelijke 20 Zweedse infanterie-eenheden die in de Zweedse grondwet van 1634 vernoemd werden. In 1829 veranderde de naam in Västerbottens fältjägarregemente en in 1841 werd het regiment opgesplitst in twee bataljons, het Västerbottens fältjägarkår en het Norrbottens fältjägarkår. De eenheid werd opgewaardeerd tot de grootte van een regiment en hernoemd naar Västerbottens regemente in 1892. Het regiment had zijn kazernes op verschillende plaatsen in Västerbotten en werd in 1909 definitief gekazerneerd in Umeå.

## Benamingen

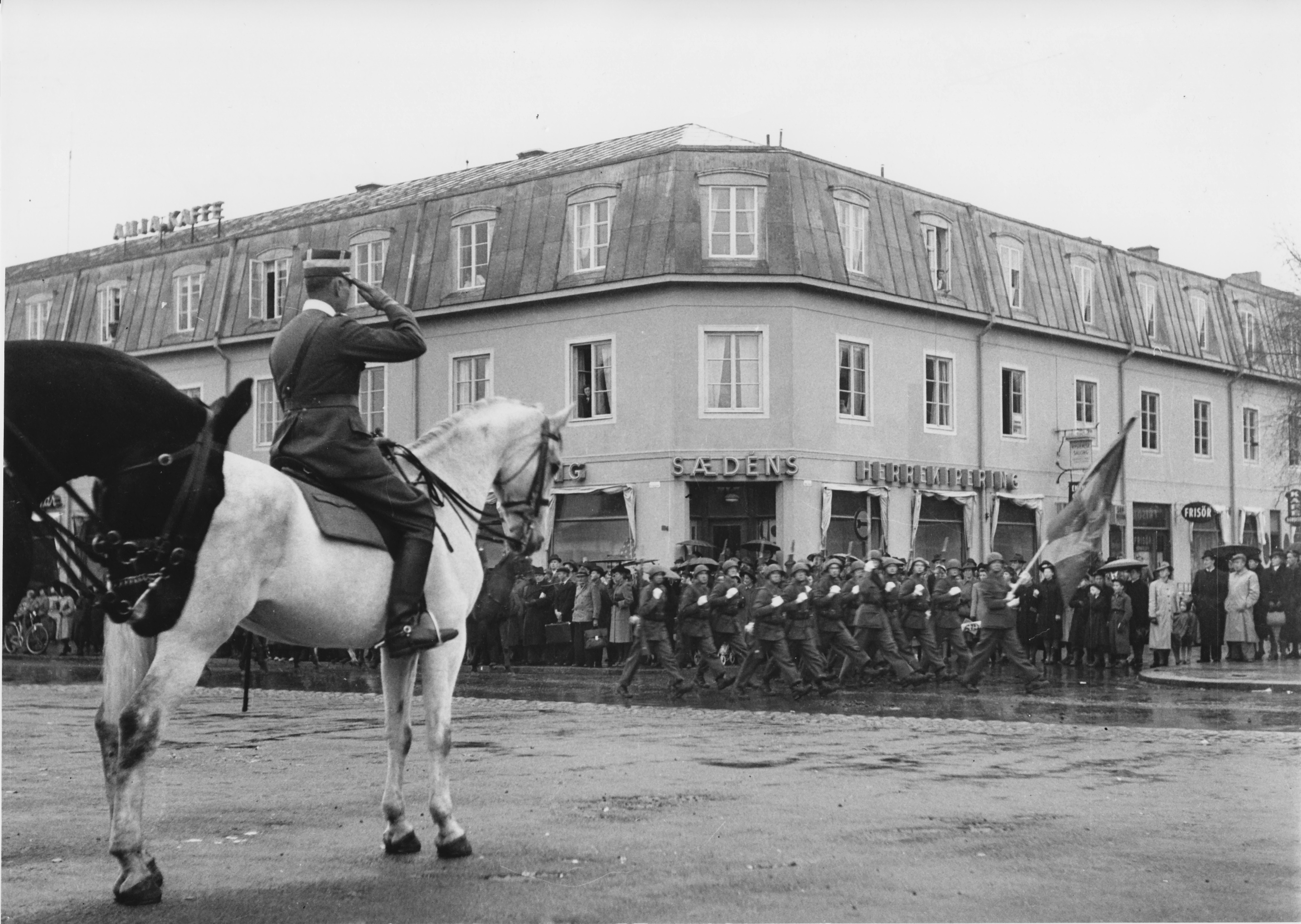
General-majoor Nils Rosenblad inspecteert het regiment in Umeå 1942.

Het regiment kreeg de aanduiding I 19 (19e Infanterieregiment) in 1816, maar die benaming werd gegeven aan het Norrbottens fältjägarkår bij de opsplitsing in 1841. In plaats daarvan kreeg het Västerbottens fältjägarkår de aanduiding I XIX (XIXe Infanterieregiment). Wanneer de eenheid opnieuw een regiment werd in 1892, werd de benaming veranderd in I 20 (20e Infanterieregiment). In 1973 werd het regiment omgedoopt tot I 20/Fo 61, na de fusie met de lokale Västerbottens försvarsområde (Fo 61) (Västerbottens defensiegebied). In verband met het wetsbesluit försvarsbeslutet 1977 splitste in 1977 de Norrlands Dragoner zich af van het regiment en werden deze verplaatst naar Arvidsjaur, waar ze het Norrlands Dragonregemente vormden. Ten gevolge van het försvarsbeslutet 1996 werd het Västerbottens regemente op 1 januari 1998, teruggebracht tot slechts een defensiegebiedstaf (Fo 61) en op 30 juni 2000 werd het regiment volledig opgedoekt.

## Campagnes
- De Pools-Zweedse Oorlog (1600-1629)
- De Dertigjarige Oorlog (1630-1648)
- De Noordse Oorlogen (1655-1661)
- De Schoonse Oorlog (1674-1679)
- De Grote Noordse Oorlog (1700-1721)
- De Russisch-Zweedse Oorlog (1741-1743)
- De Zevenjarige Oorlog (1756-1763)
- De Russisch-Zweedse Oorlog (1788-1790)
- De Finse Oorlog (1808-1809)
- De Zweeds-Noorse Oorlog (1814)

## Regimentscommandanten (1900-2000)
| - 1897–1901: Otto Ewert Mautitz - 1901–1902: Carl Conrad Vogel - 1902–1907: Johan Oscar Nestor - 1907–1915: Gillis Bergenstråhle - 1915–1921: Bengt Ribbing - 1921–1928: Hugo Ankarcrona - 1928–1932: Per Erlandsson - 1933–1937: Carl Bennedich - 1937–1941: Nils Rosenblad - 1941–1947: Olof Sjöberg - 1947–1952: Per Axel Holger Stenholm - 1952–1952: Magnus Wilhelm af Klitenberg | - 1952–1959: Carol Bennedich - 1959–1964: Åke H:son Söderbom - 1964–1970: Allan Johan Magnus Månsson - 1970–1971: Karl Iwan Eliseus - 1971–1973: Dick Ernst Harald Löfgren - 1973–1976: Sven Nils Anders Kruse de Verdier - 1976–1981: Dick Ernst Harald Löfgren - 1981–1983: Olof Gunnar Dackenberg - 1983–1990: Erik Olof Forsgren - 1990–1993: Jan Olof Lindström - 1993–1999: Anders Kihl - 1999–2000: Per-Ove Harry Eriksson |